# György Enyedi
György Enyedi (Budapest, Hungría, 25 de agosto de 1930 - 10 de septiembre de 2012) fue un economista y geógrafo que jugó un papel importante en el desarrollo a largo plazo de la ciencia regional. En la segunda parte del siglo XX, debido al rápido desarrollo de las ciencias espaciales integradoras, la ciencia regional se convirtió en una disciplina independiente, György Enyedi fue una figura decisiva en este proceso.

## Carrera científica
Sus primeros estudios durante los años 60 en la tipología agrícola y rural revelaron las consecuencias negativas de la transformación del sistema de solución de Hungría con las desigualdades sociales y económicas del espacio rural. Continuó su carrera de investigación a escala internacional.
Él era el líder en todo el mundo de un equipo de investigación comparativa de la Unión Geográfica Internacional, estudiando el desarrollo del espacio rural entre 1972 y 1984. Dirigió un gran número de proyectos de investigación internacionales. En 1984 fundó el Centro de Estudios Regionales de la Academia de Ciencias de Hungría. En la actualidad el Centro es la principal organización de la ciencia regional húngara con una plantilla de un centenar de investigadores de cuatro institutos, con un perfil de análisis del desarrollo regional europeo y húngaro.

## Logros
- Autor de 40 libros y de más de 300 publicaciones.
- Miembro de la Academia de Ciencias de Hungría (1999 - 2005 Vicepresidente).
- Vicepresidente de la Unión Geográfica Internacional (1984-1992)
- El presidente del comité húngaro de la UNESCO (1998-2002)
- Editor en jefe del periódico "Hungarian Science". Fue profesor visitante en varias universidades de EE. UU. y líder francés y pasó por completo siete años dando conferencias en diferentes países.
- Era miembro honorario de siete sociedades extranjeras geográficas, miembro de la Academia Europæa de Londres y miembro del consejo editorial de varias revistas internacionales; él fue el receptor de varios premios húngaros e internacionales y honores.